# ОШ „Десанка Максимовић” Бачка Паланка
ОШ „Десанка Максимовић” Бачка Паланка је једна од једанаест школа на територији општине Бачка Паланка. Школа се налази у улици Скојевска 1/А, Бачка Паланка.

## Историјат школе
Године 1956. решењем Скупштине општине основана је Основна школа "Клара Фејеш" као самостална школа. Настава је извођена на српскохрватском и мађарском језику. Школа је тада имала 12 учионица у једној згради, као и једну школску радионицу, кухињу са трпезаријом и спортску салу са свлачионицама.
Истурена одељења из Нештина и Визића 1975. године припајају се овој школи. Те школске године завршава и последња генерација на мађарском језику.
Од школске 1976/1977. настава се изводи на српском језику, мађарски се негује као факултативни језик. Дан школе је обележаван 12. новембра на дан погибије младе партизанке Кларе Фејеш. Прослава је почињала смотром Пионирског одреда. Део програма извођен је у школи, а део крај Спомен базе Стојаковић. Традиционално је расписиван ликовни конкурс на тему "Братство и јединство".
Крајем јуна 1978. донета је коначна одлука о уступању зграде Техничкој школи "9. мај". Школске 1978/1979. школа је радила у три зграде. Од 1981/1982. школа има своју зграду. Школа прва на територији општине покреће школски лист "Маслачак".
Приликом обележавања 30 година рада школе потписана је повеља о братимљењу са ОШ" Клара Фејеш"из Кикинде, а 1987/1988. и повеља о братимљењу са ОШ "Славиша Вајнер Чича" из Илока. Тада се радило и суботом по посебном распореду, у групама, одвијале су се акције друштвено-корисног рада, спортска такмичења и посете биоскопу. У октобру 1994. почела је изградња нове школске зграде у насељу Синај III. О промени назива у Основну школу"Десанка Максимовић" одлучено је 18. јануара 1995. године. 
Од 1995/ 1996. Нови Дан школе је 16. мај, дан рођења песникиње Десанке Максимовић. Нова школска зграда, са 3200 м2 простора, 16 учионица, специјализованих кабинета и фискултурном салом, свечано је отворена 20. октобра 1996. годне. Школске 1997/ 98. излази први број школског листа "Извор".

## Организација рада школе
Школске 1995/1996. школа је реаорганизована као нова установа и добила је на кориштење тада нову функционалну зграду у насељу "Синај" и уз одобрење министарства променила назив у "Десанка Максимовић". Школа има функционалну зграду, фискултурну салу, продужени боравак, специјализоване учионице и кабинете.